# Geschichte der Zentralafrikanischen Republik

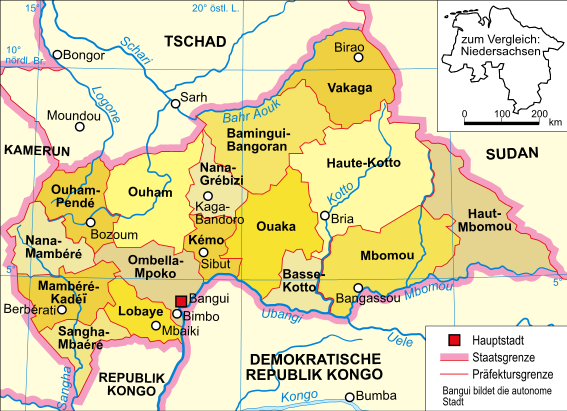
Zentralafrikanische Republik, Verwaltungsgliederung

Die Geschichte der Zentralafrikanischen Republik umfasst die Entwicklungen auf dem Gebiet der Zentralafrikanischen Republik von der Urgeschichte bis zur Gegenwart. Sie ist geprägt von der französischen Kolonialzeit seit dem 19. Jahrhundert, der Unabhängigkeit 1960, dem Zentralafrikanischen Kaiserreich (1976–79) unter Bokassa und seit den 1990er Jahren von Demokratisierungsversuchen und Bürgerkriegen.

## Ur- und Frühgeschichte
Auf dem Territorium der heutigen Zentralafrikanischen Republik lassen sich Spuren menschlicher Besiedlung seit dem Paläolithikum nachweisen. Die ältesten der heute dort siedelnden indigenen Gesellschaften sind wohl die Gbaya und Mandjida. Sie waren segmentär organisiert und hatten keine zentralisierten Formen staatlichen Zusammenlebens herausgebildet. Anfang des 19. Jahrhunderts wanderten von Nordosten her Banda-Gesellschaften in das Gebiet ein. Bei den Azande im Südosten bildete sich im 18./19. Jahrhundert eine stärker stratifizierte Gesellschaftsordnung mit einem Oberhäuptlingstum heraus. Teile des Nordostens fielen 1893 bis 1900 unter die Herrschaft des afro-arabischen Warlords Rabih b. Fadlallah.

## Kolonialzeit

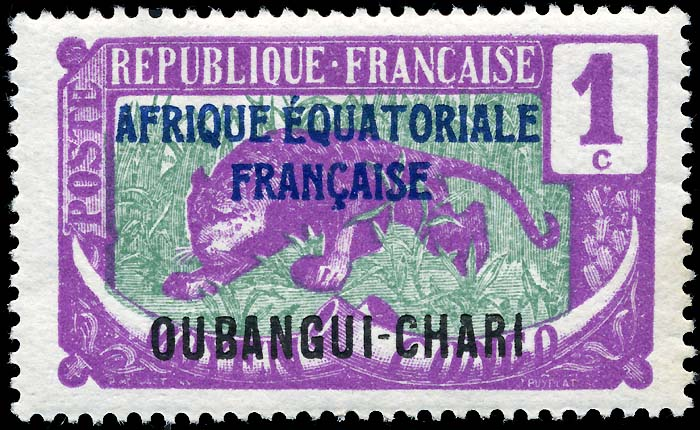
Briefmarke mit Aufdruck Oubangui-Chari aus dem Jahr 1924.

Schon 1887 erklärte der französische Kolonialbeamte Pierre Savorgnan de Brazza das Territorium zur französischen Interessensphäre. 1889 entstand in der heutigen Hauptstadt Bangui der erste Militärposten. Von hier aus setzte ab 1890 die militärische Okkupation des Landes ein, die 1900 unter der Bezeichnung Oubangi-Chari französisches Militärterritorium und 1906 mit dem nördlich anschließenden Tschad-Militärterritorium unter einer Verwaltung vereinigt wurde. Am 25. Januar 1910 wurde das Territorium zur eigenständigen Kolonie innerhalb von Französisch-Äquatorialafrika (AEF). Teile im Westen des Landes mit den Orten Nola, Mbaïki, Berbérati, Carnot und Bouar wurden durch das Marokko-Kongo-Abkommen vom 4. November 1911 unter der Bezeichnung Neukamerun an die deutsche Kolonie Deutsch-Kamerun angeschlossen und fielen erst mit dem Versailler Vertrag 1919 an Französisch-Äquatorialafrika zurück.
Am 25. April 1946 wurde von der Konstituierenden Nationalversammlung Frankreichs die Loi Lamine Guèye verabschiedet, nach der ab dem 1. Juni 1946 alle Bewohner der überseeischen Gebiete einschließlich Algeriens denselben Bürgerstatus wie Franzosen in Frankreich oder den überseeischen Gebieten hatten. Damit war das Frauenwahlrecht Gesetz. Bei den Wahlen zur Französischen Nationalversammlung sowie für alle örtlichen Wahlen in ganz Afrika außer Senegal galt bis 1956 ein Zweiklassenwahlrecht. Seit 1946 war die Kolonie in der französischen Nationalversammlung vertreten. Abgeordneter wurde Barthélemy Boganda (1910–1959), der 1949 die Partei Mouvement pour l’évolution sociale de l’Afrique noire (MESAN) gründete.
1956 wurde, noch unter französischer Verwaltung, die loi-cadre Defferre und damit das allgemeine Wahlrecht eingeführt.
Der MESAN gewann am 31. März 1957 bei den Wahlen zum Landesparlament sämtliche Sitze. Am 1. Dezember 1958 erhielt Zentralafrika als Teil der französischen Kolonien die innere Autonomie. Boganda wurde am 8. Dezember 1958 Premierminister.

## Die Zeit von der Unabhängigkeit bis zum Ende des Zentralafrikanischen Kaiserreichs

### Die ersten Jahre der Unabhängigkeit (1960 bis 1965)
Unter der Bezeichnung „Zentralafrikanische Republik“ erlangte das Land am 13. August 1960, im „Afrikanischen Jahr“, seine volle Unabhängigkeit von der französischen Kolonialherrschaft. Barthélemy Boganda wurde bereits vor Unabhängigkeit Ende 1958 zum Premierminister ernannt, verunglückte aber 1959 bei einem Flugzeugabsturz. David Dacko wurde 1960 zum Präsidenten gewählt. Für die Bestätigung des aktiven und passiven Frauenwahlrechts nach der Unabhängigkeit nennen mehrere Quellen 1986, eine abweichende Quelle 1960.
Oppositionelle Gruppen, die mit dem profranzösischen Kurs Dackos unzufrieden waren, verließen im Juni 1960 die Bewegung und gründeten den Mouvement pour l´Évolution Démocratique de l´Afrique Centrale (MEDAC). Bereits im Dezember des gleichen Jahres wurde der MEDAC verboten und seine Führer verhaftet. Der MESAN wurde von 1962 bis 1964 sukzessive zur höchsten Instanz innerhalb des Staates ausgebaut, was unter anderem die obligatorische Mitgliedschaft für alle Bürger zur Folge hatte. Die Lage des Staates war durch eine zunehmende Unterdrückung der oppositionellen Kräfte im Innern und die enge Kooperation mit der früheren Kolonialmacht Frankreich gekennzeichnet.

### Von Bokassas Putsch 1966 bis zum Ende des Kaiserreiches 1979
Am 1. Januar 1966 putschte sich Armeechef Jean-Bédel Bokassa (1921–1996), ein Neffe Bogandas, an die Macht. Der gestürzte Präsident Dacko wurde unter Hausarrest gestellt. Bokassa sicherte sich seine Macht durch landesweiten Terror, Folter und Ausschaltung jeglicher Opposition. Französische Truppen standen auch ihm dabei zur Seite. 1972 wurde Bokassa zum Präsidenten auf Lebenszeit ernannt. Mit der Kaiserkrönung Bokassas am 4. Dezember 1976 wurde das Land zu einer Monarchie (→ Zentralafrikanisches Kaiserreich).
Nach heftigen Schüler- und Studentenunruhen im Januar 1979 wurden mit militärischer Hilfe aus Zaire zahlreiche Jugendliche und Oppositionelle verhaftet, gefoltert und hingerichtet, wobei Bokassa eine direkte Beteiligung vorgeworfen wird. Der frühere Präsident Dacko nutzte am 21. September 1979 die Abwesenheit des Kaisers, der sich zu einem Besuch in Libyen aufhielt, zu einem Putsch. Kaiser Bokassa wurde abgesetzt, die Republik wieder eingeführt.

## Die Republik vom Ende des Kaiserreiches bis zur Gegenwart

### 1980er Jahre
Im Januar 1981 gewann Dacko die Parlamentswahlen. Er wurde jedoch am 1. September 1981 durch einen Putsch des Generals André Kolingba mit Zustimmung Frankreichs aus dem Amt gedrängt. Am 23. Oktober 1986 kehrte Ex-Kaiser Bokassa zurück. Er wurde verhaftet und zum Tode verurteilt. Das Urteil wurde 1988 in Zwangsarbeit umgewandelt. Bokassa starb am 3. November 1996 in Bangui.

### 1990er Jahre bis 2002
Am 4. Juli 1991 wurden auf ausländischen Druck politische Parteien wieder zugelassen. Am 1. September 1993 erließ Kolingba eine Generalamnestie. Auch Ex-Kaiser Bokassa wurde freigelassen. Am 19. September 1993 wurde Ange-Félix Patassé neuer Präsident. Von 1996 bis 1997 fanden Militärputsche und Umsturzversuche gegen die Regierung Patassé statt. 1999 kam es zu schweren Zusammenstößen zwischen Oppositionellen und Regierungsanhängern. Die Wiederwahl von Präsident Patassé erfolgte am 22. Oktober.
Am 15. Februar 2000 endete das Mandat der UN-Friedenstruppen nach rund zweijährigem Einsatz.
Am 28. Mai 2001 unternahm eine dem Ex-Präsidenten André Kolingba loyale Armeeeinheit einen Putschversuch. Mit der Unterstützung von libyschen Soldaten und der Rebellenbewegung Mouvement de Libération du Congo (MLC) wurden die Aufständischen aus der Hauptstadt vertrieben. Diese wurden von Söldnern aus Ruanda und Angola unterstützt. Im Verlauf der Kämpfe starben rund 300 Menschen und etwa 50.000 flohen. Die UNO schickte als Sondergesandten den Senegalesen Lamine Cissé. Am 5. November 2001 brachen erneut Kämpfe aus, als Regierungstruppen versuchten, den ehemaligen Armeechef François Bozizé wegen angeblicher Verwicklung in die Kämpfe vom 28. Mai festzunehmen. Libyen verstärkte daraufhin seine Truppen in der Zentralafrikanischen Republik. Vermittlungsversuche des tschadischen Botschafters Maitimo Njumbe, des Vize-Generalsekretärs der OAU, Mahamat Habib Doutoum, und Cissés blieben erfolglos. Präsident Ange-Felix Patassé konnte sich behaupten. Ex-Armeechef Bozizé floh zunächst.

### Nach dem Putsch 2003
Am 15. März 2003 wurde Patassé dann doch durch François Bozizé gestürzt. Die Präsidentschaftswahlen 2005 gewann Bozizé im zweiten Wahlgang am 24. Mai 2005 mit 64,6 % der Stimmen. Die für den 25. April 2010 geplanten Präsidenten- und Parlamentswahlen wurden durch Parlamentsbeschluss abgesagt. Präsident Bozizé blieb weiterhin im Amt. Sein Mandat ging regulär bis zum 11. Juni 2010. Die Wahlen wurden 2011 nachgeholt.

### Putsch und Bürgerkrieg von 2012 bis 2015
Am 27. Dezember 2012 flogen die USA aus Angst vor Übergriffen ihren Botschafter, das Botschaftspersonal und andere Ausländer aus dem Land aus. Begründet wurde dies mit seit Mitte Dezember 2012 andauernden Gefechten der Regierung mit den islamisch dominierten Rebellenkoalition der Séléka. Unterdessen kam es zu Protesten vor der Botschaft Frankreichs. Die Demonstranten forderten ein Eingreifen der rund 250 Soldaten, welche zum Schutz französischer Staatsbürger am Flughafen der Hauptstadt stationiert sind. Frankreichs Präsident Hollande lehnte jede Intervention seitens Frankreichs ohne UN-Mandat ab.
Am 24. März 2013 nahm die Séléka den Präsidentenpalast in der Hauptstadt Bangui ein und übernahm die Macht. Präsident François Bozizé floh daraufhin in die Demokratische Republik Kongo. Der Anführer der islamistischen Séléka, Michel Djotodia, ernannte sich daraufhin zum Präsidenten. Obwohl er im September die Séléka auflöste, kam es im November zunehmend zu Gewalttätigkeiten größeren Ausmaßes zwischen Kämpfern der ehemaligen Rebellen und den Anhängern Bozizés – zugleich ein Konflikt zwischen Moslems und Christen – sowie gegen Zivilisten. Die staatliche Ordnung brach zusammen; mehrere tausend Menschen wurden vor allem im Nordwesten des Landes vertrieben. Sowohl die französische Regierung als auch die Mission der Afrikanischen Union (MISCA) kündigten angesichts der eskalierenden Gewalt die Entsendung weiterer Truppen an. Um den 25. November 2013 waren rund 2500 Soldaten der MISCA in der Zentralafrikanischen Republik stationiert, hinzu kamen 650 französische Soldaten, die vor allem den internationalen Flughafen Bangui M’Poko International Airport sowie diplomatische Einrichtungen in der Hauptstadt sicherten.
Am 5. Dezember 2013 stimmte der Sicherheitsrat der Vereinten Nationen einstimmig einer Ausweitung des französischen Militäreinsatzes zu. Der französische Staatspräsident François Hollande kündigte daraufhin die unverzügliche Entsendung weiterer Truppen an. Im Dezember 2013 begann die französische Mission Sangaris, die bis 2016 andauerte und sich ab April 2014 mit der UN-Mission MINUSCA überlappte. Am 10. Januar 2014 trat Präsident Djotodia zurück. Im Januar 2015 kamen etwa 6000 Menschen bei gewalttätigen Auseinandersetzungen ums Leben.

### Die Republik seit dem Verfassungsreferendum von 2015
2016 wurde Präsident Faustin-Archange Touadéra im zweiten Wahlgang gewählt. Er kontrollierte 2014 nur etwa ein Fünftel, 2022 ungefähr ein Drittel des Landes.
Im November 2018 wurde der Milizenführer der Anti-Balaka, Alfred Yekatom, an den Internationalen Strafgerichtshof in Den Haag überstellt. Sein Mitstreiter Patrice-Edouard Ngaïssona wurde im selben Monat in Paris gefasst und soll Yekatom folgen.

Aktuelle Lage in der Zentralafrikanischen Republik

Im Dezember 2020 schlossen sich sechs Rebellengruppen zur Coalition des patriotes pour le changement (CPC) zusammen. Sie versuchten die Präsidentschaftswahl in der Zentralafrikanischen Republik 2020/21 zu stören, weil der ehemalige Präsident François Bozizé, den sie unterstützen, nicht erneut zur Wahl zugelassen worden war. Sie griffen landesweit Städte an und brachten sie unter ihre Kontrolle. Nach der Wahl, die Touadéra gewonnen hatte, konnte die Armee der Zentralafrikanischen Republik Stück für Stück Territorium zurückerobern. So war Mitte April 2021 wieder fast die ganze Westhälfte unter der Kontrolle der Regierung. Diese Erfolge wurden möglich mit der Hilfe mehrerer ausländischer Unterstützer: die MINUSCA-Friedenstruppen, die russische Gruppe Wagner, eine Söldnermiliz, die dem Putin-Vertrauten Jewgeni Wiktorowitsch Prigoschin gehört; die UN-Friedenstruppen und ruandische Soldaten. Offiziell helfen die Russen bei der Ausbildung der Armee, tatsächlich sind sie jedoch die führende Kraft bei den Zurückeroberungen und begehen mutmaßlich genauso Kriegsverbrechen wie die anderen bewaffneten Kräfte in diesem Konflikt.
Recherchen der European Investigative Collaboration ergaben, dass die Gruppe Wagner für Russland an der Überwachung des Schürfens von Konfliktdiamanten in der Zentralafrikanischen Republik beteiligt ist und dort Verbindungen zum Präsidenten Faustin-Archange Touadéra sowie zu russischen Diamantenhändlern unterhält.